# Neoeromene
Neoeromene és un gènere d'arnes de la família Crambidae.

## Taxonomia
- Neoeromene felix (Meyrick, 1931)
- Neoeromene herstanella (Schaus, 1922)
- Neoeromene lutea Gaskin, 1989
- Neoeromene octavianella (Zeller, 1877)
- Neoeromene parvalis (Walker, 1866)
- Neoeromene parvipuncta Gaskin, 1986
- Neoeromene straminella (Zeller, 1877)